# Dendrobium
Dendrobium is een geslacht van ongeveer 1200 soorten orchideeën uit de onderfamilie Epidendroideae.
Het zijn voornamelijk epifytische orchideeën uit diverse biotopen van tropisch Zuid-, Oost- en Zuidoost-Azië en Australazië. Het geslacht kent in Malesië zijn zwaartepunt.

## Naamgeving enetymologie
- Synoniemen: Aclinia Griff. (1851), Aporum Blume (1825), Australorchis Brieger (1981), Bolbidium (Lindl.) Breiger (1981), Callista Lour. (1790), Ceraia Lour (1790), Coelandria Fitzg. (1882), Dendrocoryne (Lindl.) Breiger (1981), Dichopus Blume (1856), Ditulima Raf. (1836), Grastidium Blume (1825), Katherinea A.D.Hawkes (1956), Latouria Blume (1849), Macrostomium Blume (1825), Onychium Blume (1825), Ormostema Raf. (1836), Oxystophyllum Blume (1825), Pedilonum Blume (1825), Pierardia Raf. (1836), Phyllorchis Thou. (1822), Sayeria Kraenzl. (1894), Schismoceras Presley (1827), Stachyobium Rchb.f. (1869), Thelychiton Endl. (1833), Thicuania Raf. (1836), Trachyrhizum (Schltr.) Brieger (1981), Tropilis Raf. (1836)

De botanische naam Dendrobium is een samenstelling van Oudgrieks δένδρον, dendron (boom) en βίος, bios (leven), wat slaat op de habitat van deze planten.

## Kenmerken

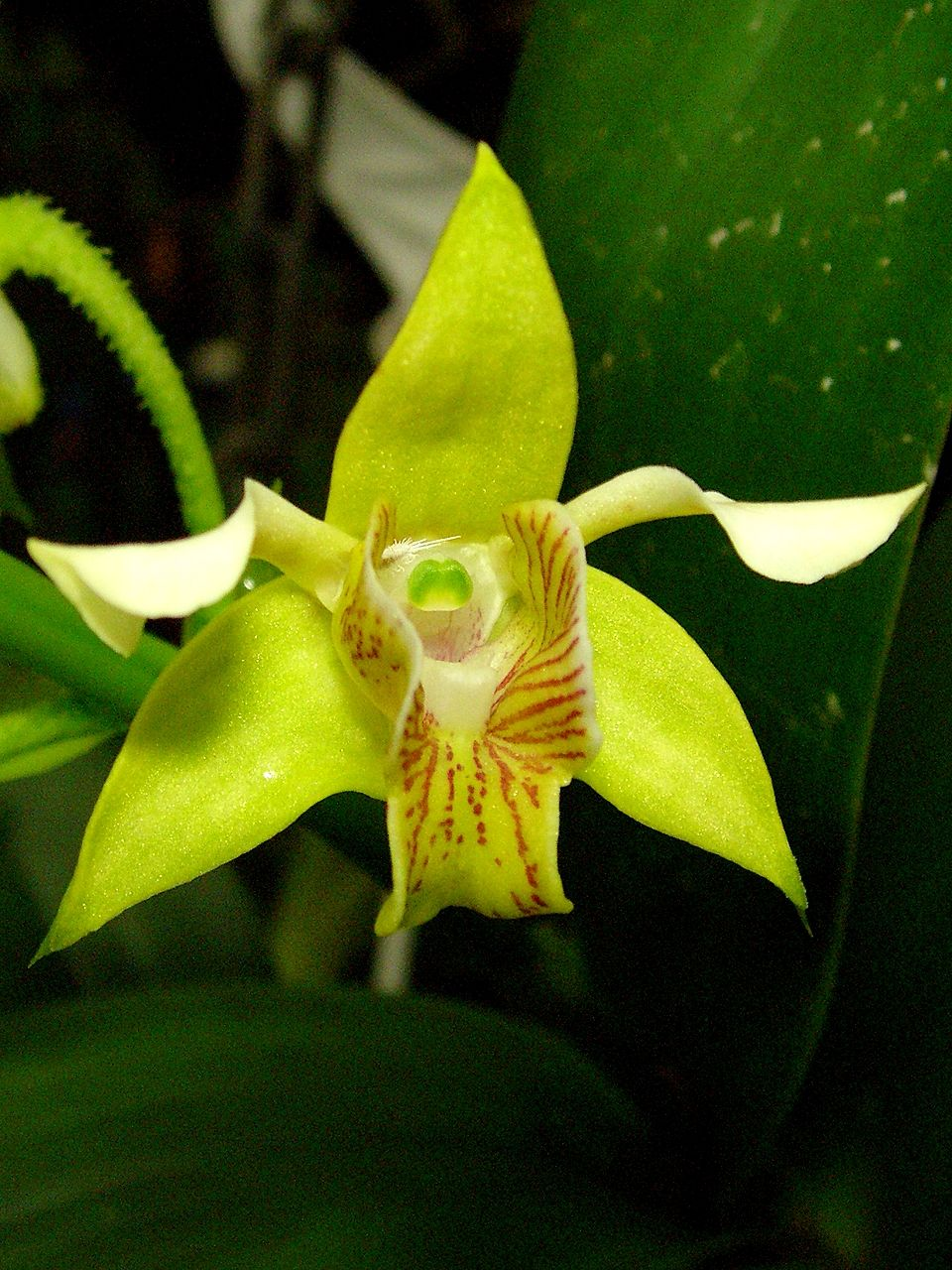
Dendrobium macrophyllum, detail bloem

Dendrobium-soorten zijn overwegend epifytische, zelden lithofytische planten, met een sympodiale groeiwijze. Ze bezitten eironde tot langwerpige pseudobulben, die bij sommige soorten wel tot twee meter lang kunnen worden. De meeste soorten hebben gras- of rietachtige stengels. De meestal ovale bladeren kunnen verspreid staan langs de hele lengte van de stengel, of gegroepeerd aan de top.
De bloeiwijze is een axiale of eindstandige tros, variërend in lengte van enkele centimeters tot bijna één meter, met enkele tot meer dan honderd bloemen. Bladverliezende soorten dragen één of twee jaar enkel bladeren, vooraleer eenmalig te bloeien, terwijl groenblijvende soorten kunnen bloeien vanaf het tweede jaar en gedurende meerdere jaren opnieuw tot bloei kunnen komen.
De bloemen zijn middelgroot tot groot, met brede, lichtgekleurde kelk- en kroonbladen en een donkerder gekleurde of getekende lip.

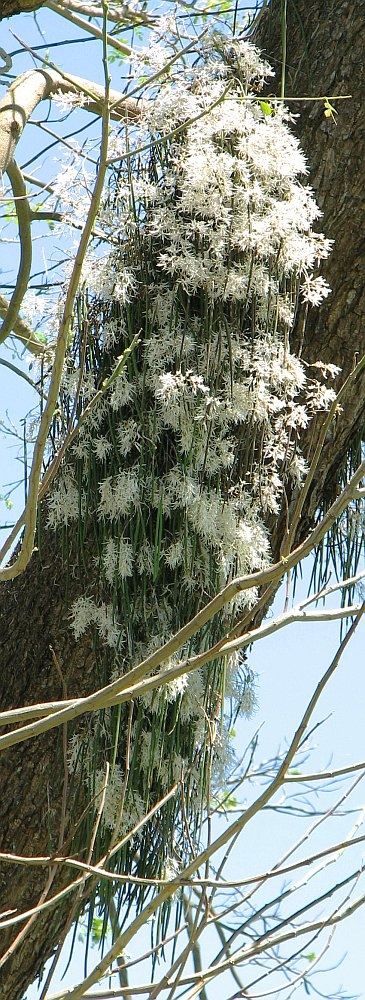
Dockrillia teretifolia (= Dendrobium teretifolium) in zijn natuurlijk biotoop

## Habitaten verspreiding
Dendrobium-soorten groeien in zeer gevarieerde biotopen, van tropische laagland-regenwouden tot de koele bergwouden van de Himalaya en zelfs de Australische woestijn, voornamelijk in Zuid-, Oost- en Zuidoost-Azië, Australië, Borneo, Nieuw-Zeeland en de eilanden van de Stille Oceaan. Centrum van de verspreiding van Dendrobium is de fytogeografische regio Malesië, met Nieuw-Guinea (meer dan 500 soorten) en Maleisië (840 soorten) als uitschieters.

## Taxonomie
Het geslacht telt ongeveer 1200 soorten en is daarmee het grootste orchideeëngeslacht na Bulbophyllum. Het wordt traditioneel onderverdeeld in een dertigtal secties. De typesoort is Dendrobium moniliforme.
Dendrobium is lange tijd een vergaarbak van allerlei moeilijk classificeerbare soorten geweest. De laatste jaren is de samenstelling ervan echter aan hevige discussies onderhevig. Met behulp van DNA-analyse wordt de evolutie en de verwantschap tussen de verschillende soorten steeds duidelijker. Als gevolg daarvan zijn reeds enkele vroegere secties omgevormd tot onafhankelijke geslachten, zoals Cadetia, Diplocaulobium en Flickingeria. Belangrijk in dit opzicht is het werk van de botanici Clements en Jones

.
Gebaseerd op hun onderliggende verwantschap, delen zij het geslacht op in twee grote groepen: een groep met alle soorten uit het vasteland van Azië, waaronder de typesoort van het geslacht en een groep met de soorten van de Zuidoost-Aziatische eilanden, de eilanden van de Stille Oceaan en Australië. Beide groepen kunnen nog verder worden onderverdeeld in kleinere eenheden met vergelijkbare morfologische kenmerken.
De soorten van de Australaziatische groep plaatsen zij in verschillende geslachten in een nieuwe subtribus Grastidiinae, vernoemd naar het geslacht Grastidium. Uiteindelijk blijven er volgens deze botanici in het geslacht Dendrobium nog ongeveer 450 soorten over.
Clements en Jones onderscheiden volgende geslachten:
- Abaxianthus
- Anisopetala
- Aporum
- Australorchis
- Bolbidium
- Bouletia
- Cadetia
- Callista
- Cannaeorchis
- Cepobaculum
- Ceraia
- Ceratobium
- Chromatotriccum
- Coelandria
- Conostalix
- Davejonesia
- Dendrobates
- Dichopus
- Diplocaulobium
- Distichorchis
- Dockrillia
- Durabaculum
- Eleutheroglossum
- Eriopexis
- Euphlebium
- Eurycaulis
- Exochanthus
- Flickingeria
- Grastidium
- Herpethophytum
- Ichthyostomum
- Inobulbum
- Kinetochilus
- Leioanthum
- Maccraithea
- Microphytanthe
- Monanthos
- Oxyglossellum
- Pedilonum
- Sarcocadetia
- Sayeria
- Stelbophyllum
- Tetrabaculum
- Tetrodon
- Thelychiton
- Thicuania
- Trachyrhizum
- Tropilis
- Vappodes
- Winika

### Besproken soorten
- Sectie: Dendrobium
  - Soorten:
    - Dendrobium macrophyllum
    - Dendrobium nobile Lindl. (1830)
    - Dendrobium crumenatum (Duifjesorchidee)